# 浚渫

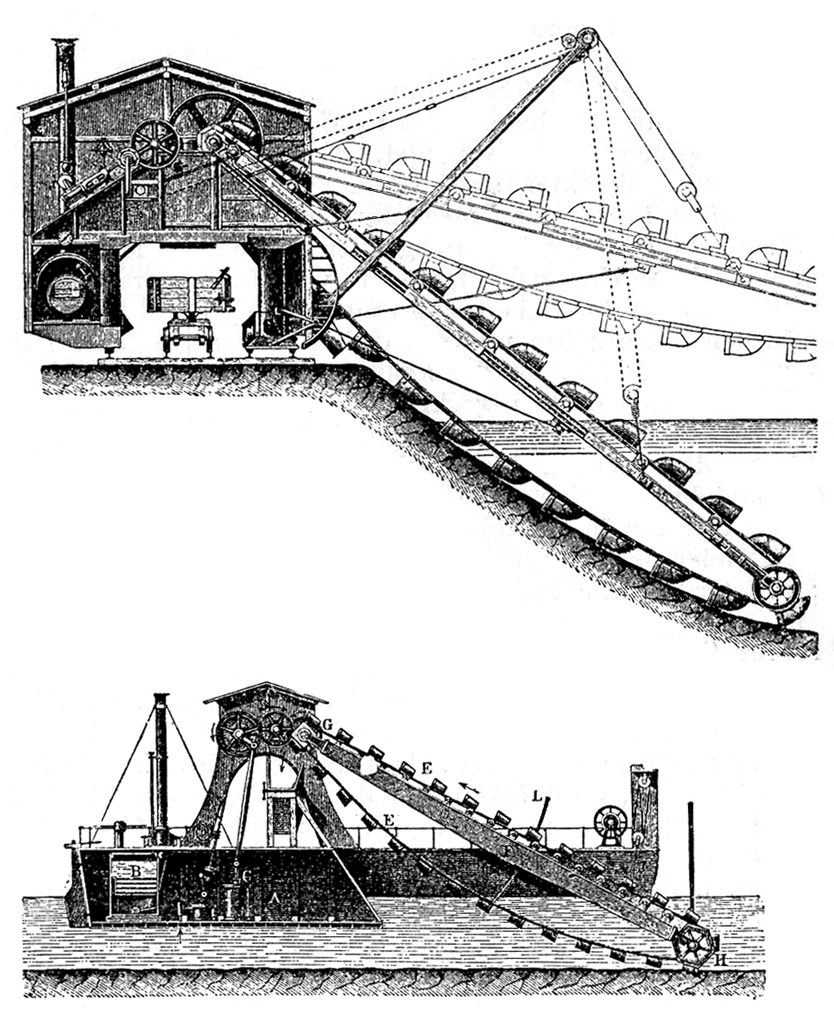
浚渫

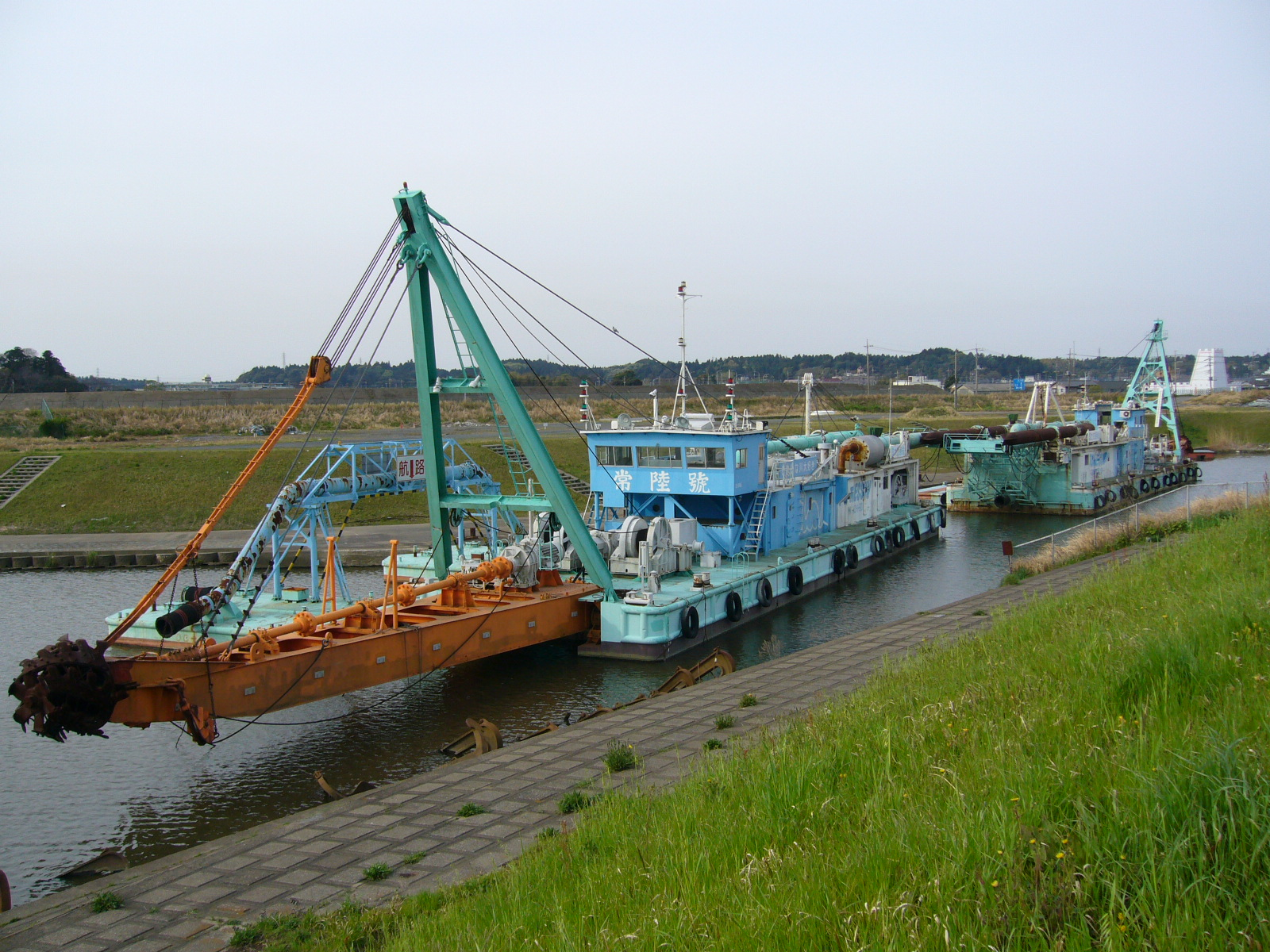
ポンプ式浚渫船（利根川）

浚渫（しゅんせつ、英: dredging）は、港湾・河川・運河などの底面を浚（さら）って土砂などを取り去る土木工事のことである。浚渫作業用の船舶を浚渫船（しゅんせつせん）という。

## 概要
- 河川部においては、水源からの堆積土砂のため川底が浅くなり、河川の流量が確保できなくなることから、治水のために行われることが多い。
- 河川舟運（内陸水運）において、船舶の航路を確保するために、河川、運河で行われることが多い。内陸水運が盛んでは無くなったあとも、港湾のある河口付近で行われることが多い。
- 浚渫された土砂は、廃棄物扱いされるため、安易な投棄は認められないので、水底土砂判定基準による確認が必要である（海洋投棄は、1996年発効のロンドン条約にて制限を受ける）一方、川砂はコンクリートの骨材や埋戻材などに重宝されることから、近隣の建設現場などで再使用、リサイクルされる状況にある。
- 一方、工業用地などを確保するための埋立のために、土砂を確保するためにも浚渫が行われることがある[1]。
- ダムにおいて、堆砂などの沈殿物を取り去り、貯水量を確保するためにも行われる。
- 汚泥や底質汚染を除去するためにも行われる。完全な除去が行われない場合、逆に底質からの栄養塩溶出を助長するという研究結果もある。
- 浚渫窪地は貧酸素水塊の発生源となることがある。
- 海外においては、鉱山における露天掘りの一種として、浚渫船が用いられる事がある。マレーシア等では、浚渫船を用いて河川において砂錫の採掘が大規模に行われていた。この他、砂金などの採掘にも用いられていた。